# Mikkel Jensen (autocoureur)
Mikkel Jensen (31 december 1994) is een Deens autocoureur.

## Carrière
Jensen begon zijn autosportcarrière in het karting in 2007. Dat jaar eindigde hij als dertigste in de Rotax Max Euro Challenge. Het jaar daarop eindigde hij als derde in de DASU Cup Danish Super Kart KF2. In 2010 stapte hij over naar de Swiss Hutless-klasse. In 2011 ging hij rijden in de Kosmic-Star Karting-klasse van de Rotax Max Junior, waarin hij als negende eindigde. In 2012 stapte hij over naar de Rotax Max Senior, waar hij opnieuw in de Kosmic-Star Karting-klasse reed.
In 2013 stapte Jensen over naar het formuleracing, waarin hij zijn debuut maakte in de ADAC Formel Masters voor het team Lotus. Hij behaalde twee podiumplaatsen op Spa-Francorchamps en de Sachsenring, waarmee hij als tiende in het kampioenschap eindigde met 94 punten.
In 2014 bleef Jensen in de ADAC Formel Masters rijden, maar stapte hij over naar het team Neuhauser Racing Team. Hij behaalde dat jaar tien overwinningen en zeven andere podiumplaatsen, waardoor hij met 377 punten kampioen werd.
In 2015 maakte Jensen zijn debuut in de Formule 3, waarbij hij voor Mücke Motorsport ging rijden in het Europees Formule 3-kampioenschap. Op het Autodromo Nazionale Monza stond hij twee keer op het podium en tijdens het daaropvolgende raceweekend op Spa-Francorchamps behaalde hij pole position voor de tweede race. Uiteindelijk werd hij negende in het kampioenschap met 117,5 punten. Aan het eind van het jaar nam hij ook deel aan de Grand Prix van Macau waarin hij, na problemen in de kwalificatierace, niet verder kwam dan de negentiende plaats in de hoofdrace.
In 2016 blijft Jensen voor Mücke Motorsport rijden in het Europees Formule 3-kampioenschap.